# ラクダの戦い

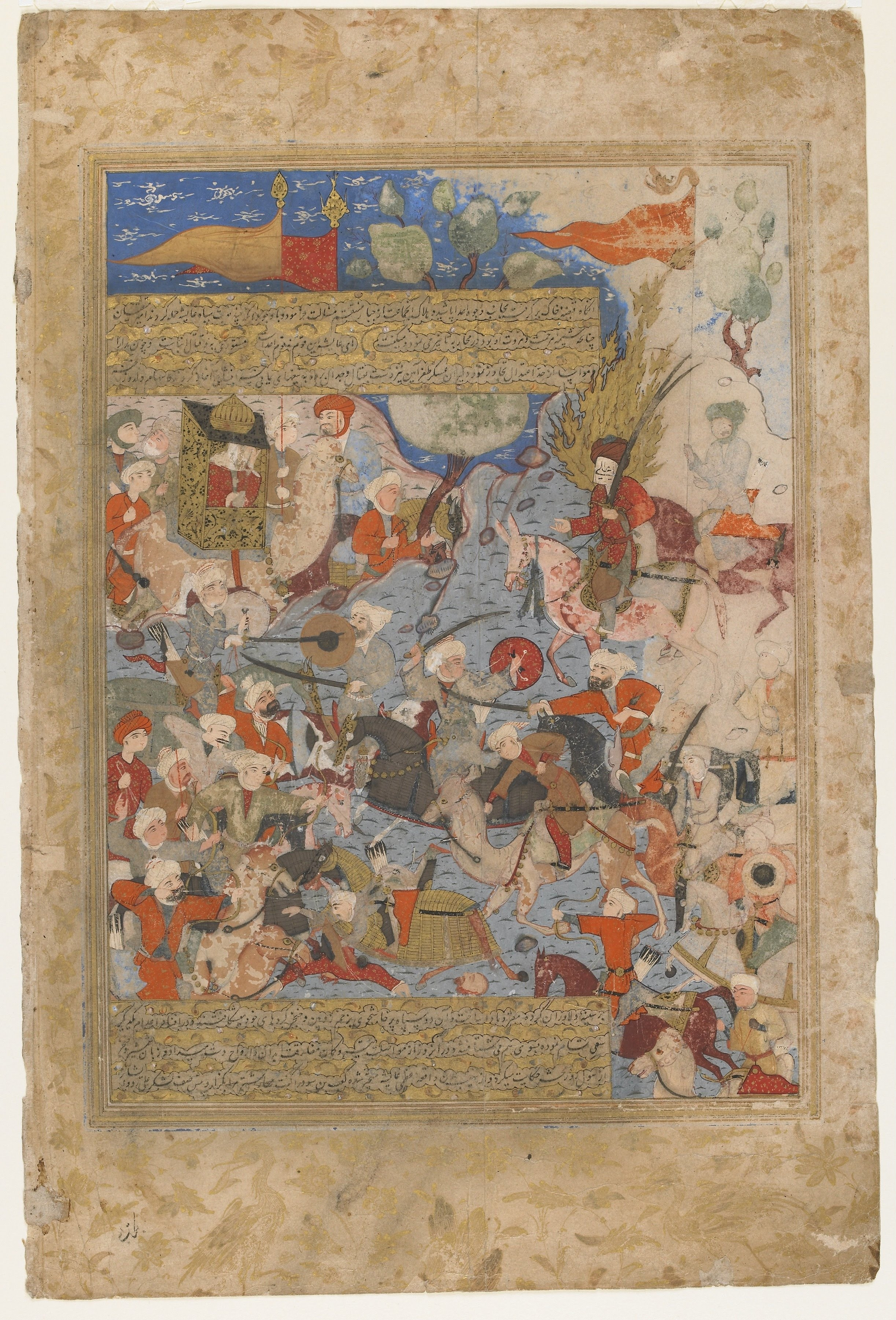
ラクダの戦いで対峙するアリーとアーイシャ

ラクダの戦い（ラクダのたたかい、アラビア語: موقعة الجمل、mawqiʿa al-Jamal）は、656年12月に起きたイスラム教徒間の戦闘。第4代の正統カリフに即位したアリーに対して、初代正統カリフ・アブー・バクルの娘で預言者ムハンマドの寡婦であるアーイシャ、古参の信徒のズバイル・イブン・アウワームとタルハが反乱を起こした。戦闘の名前は、アーイシャがラクダに乗って出陣したことに由来する。

## 背景
ムハンマドの存命中から、ムハンマドの従兄弟であるアリーとムハンマドの妻アーイシャの間には、感情的な対立が生まれていた。ムスタリク族との戦いの後にアーイシャがムハンマド一行からはぐれたとき、アリーは神からの啓示が下るまでアーイシャの貞操を疑ったため、アーイシャはアリーに恨みを抱いていた。ムハンマド没後のカリフの選出にあたって、アリーはムハンマドの葬儀を理由に参加しなかった。またアーイシャは、妻であるにもかかわらず葬儀への参加を拒否されたことに強い不満を抱いた。そして、ムハンマドの娘であるアリーの妻ファーティマへの遺産相続は、アーイシャの父であるアブー・バクルに認められず、アリー夫妻には不信感が残った。
第3代正統カリフ・ウスマーンの死後、アリーはカリフに推戴されるがカリフ就任の要請を一度拒み、ズバイルやタルハらメッカの政敵がバイア（忠誠の誓い）を行った後に即位した。アリーはアブー・バクルとウマルの採っていた政策に消極的であり、ムハージルーン（ヒジュラによってメッカ（マッカ）からメディナ（マディーナ）に移住したイスラム教徒）よりもアンサール（ヒジュラ以前からメディナに居住し、ヒジュラ後に改宗したイスラム教徒）寄りの立場をとっていた。即位したアリーは、ウスマーンの暗殺に関与したすべての人間に恩赦を与え、多くのウマイヤ家出身の総督を更迭した。こうしたアリーの対処にウマイヤ家は不満を抱き、メッカに居住していたアーイシャの元に集まった人間は、アリーにウスマーン殺害の責任を問う運動を起こした。

## 経緯
ズバイルとタルハは一度はアリーにバイアを行ったが、メディナを抜け出してメッカのアーイシャと合流し、アリーがウスマーン暗殺の黒幕であると言い立てた。アーイシャ、ズバイル、タルハはウスマーンの血の復讐を大義名分とし、656年10月にウスマーンの支持者が多いバスラに入城して彼らの助力を期待した。バスラへの進軍中、タルハ、ズバイルはイエメンのカアブ、ラビーアのムンズル、バスラのアフナフらに協力を求める書状を送ったが色よい返事は得られなかった。当初バスラの住民はアリー、アーイシャのいずれを支持するかで意見が分かれていた。しかし、アリーからバスラの統治を命じられていたウスマーン・ブン・フナイフは投獄され、イスラム教徒同士の戦闘の抑止を試みたサハーバのフカイム・ブン・ジャバラはタルハによって殺害される。フカイムが殺害された後、タルハとズバイルはバスラに潜伏していたウスマーン暗殺の関係者を処刑し、バスラを完全に掌握する。
ズバイルとタルハ以外に、第二代カリフ・ウマルの子アブドゥッラーもメディナを脱出しており、アブドゥッラーがウマイヤ家のムアーウィヤの統治するシリアに向かったことにアリーは衝撃を受ける。当初メディナの住民はムアーウィヤの報復、アーイシャら反乱軍の攻撃を恐れていたが、アリーの鼓舞によって勇気を奮い立たせ戦列に加わる。アリーはウスマーンの政策に不満を抱いていたアラブ人が多いクーファに移り、アーイシャらに対抗した。アリーの移動に先んじて、アリーの腹心であるアシュタルはアリー軍への参加を呼びかけながらクーファに向かい、クーファでアリーの受け入れの準備を整え、12,000人のクーファ市民がアリー軍に参加する。
656年12月、バスラ郊外のワーディー・サブア（「ライオンの涸れ谷」の意）でアリー軍と反乱軍は対峙する。アリーがタルハにバイアの不履行を詰ると、タルハは先のバイアは脅迫されて行ったものだと言い返した。またアリーはズバイルの多くの非を指摘した後で、ムハンマドの「汝が不義を為している時に限って彼と戦うものである」という言葉を引合いに出し、ズバイルは軍の引き上げを了承した。しかし、ズバイルは息子のアブドゥッラーの言葉を容れ、再びアリーと対陣した。戦闘の前夜にアリーは反乱軍の説得を試みて和解を呼びかけ、一度は反乱軍も提案を聞き入れかけた。しかし、夜間に処罰を恐れたウスマーン暗殺の参加者たちは反乱軍の陣営に襲撃をかけ、反乱軍はアリー側の攻撃と誤認して戦闘の準備を再開する。そして反乱軍の動向を知ったアリーは、彼らに和解の意思がないとみなして開戦を決意した。
戦闘中にタルハは流れ矢による出血によって落命し、ズバイルはメディナに退却する最中に殺害される。昼過ぎ、アーイシャは輿を付けたラクダに乗って戦闘の中止を呼びかけ、一度は戦闘が中断されたが、ウスマーンの殺害者たちがアーイシャに攻撃を加えたために戦闘は再開される。アーイシャはアスカルという名のラクダに乗り、陣頭に立って紅の籠の上から味方を鼓舞し、アリー軍を罵倒した。アスカルの周りで激戦が起き、アリーの兵士がラクダに矢を射かけたとき、70人ほどの反乱兵が身を挺してアーイシャを守り戦死する。この様子を見ていたアリーはラクダの脚を攻撃するよう命令し、反乱軍が逃走した際にラクダのひかがみが切りつけられた。ラクダの駕籠は取り外され、アーイシャは捕虜となった。反乱軍の兵数は約30,000人、アリー軍の兵数は約20,000人であり、戦死者は両軍合わせて10,000人に達した。
戦利品はバスラの会衆モスクに集められ、アリーは自己の衣服と判別できるものは持ち帰ってもよいと告げた。アリーは戦死したズバイルとタルハに対して哀悼を奉げ、手厚い葬儀を行った。ズバイルを殺害した兵士は処刑され、自分の元に届けられたズバイルの剣を見てアリーは嘆息したと言われる。アーイシャは叱責を受け、40人の侍女と従兄弟のムハンマドを付けられてメディナに送り返された。

## 結果
クーファに拠点を置いたアリーは、敵対勢力の不満を解消するため公庫を開いて現金を支給する。ウスマーン時代に任命された地方総督の大部分は解任され、あるいはアリーにバイアを行ったが、シリア総督のムアーウィヤはウスマーン暗殺の犯人の処罰を求めてバイアを拒絶した。メディナのアーイシャは、「信者の母」としてムハンマドの言行を語り伝える平穏な余生を過ごした。ズバイルの子の一人であるウルワは、アーイシャに師事し学究に身を奉げた。タルハの墓はバスラに置かれ、多くの市民の信仰の対象となった。
ラクダの戦いは、初めて起きたイスラム教徒同士の戦闘（フィトナ）であり、高位の教友たちの抗争は後世のイスラーム思想史における争点となる。この戦闘は単純にアリー派とアーイシャ派の派閥抗争と解する事はできず、カリフの役割、ウンマ（イスラーム共同体）の有様についての意見の違いも武力衝突の背景にあったと考えられている。後世ではシーア派に対するスンナ派の戦いの象徴とも捉えられ、ブワイフ朝時代にはバグダードのスンナ派の住民がシーア派の住民を挑発するためにラクダの戦いを演じたこともあった。